# Chadeleuf
Chadeleuf – miejscowość i gmina we Francji, w regionie Owernia-Rodan-Alpy, w departamencie Puy-de-Dôme.
Według danych na rok 1990 gminę zamieszkiwało 277 osób, a gęstość zaludnienia wynosiła 49 osób/km² (wśród 1310 gmin Owernii Chadeleuf plasuje się na 577. miejscu pod względem liczby ludności, natomiast pod względem powierzchni na miejscu 962.).